# Judo op de Paralympische Zomerspelen 1992
De IXe Paralympische Spelen werden in 1992 gehouden in het Spaanse Barcelona, waar dat jaar ook de Olympische Spelen werden gehouden. Dit was de laatste keer dat de Zomer- en de Winterspelen in hetzelfde jaar werden gehouden. Judo was een van de 16 sporten die werden beoefend tijdens deze Paralympische Spelen. 
Voor België en Nederland waren er geen judoka's aanwezig tijdens dit paralympische toernooi.

## Evenementen
Op de Spelen van 1992 stonden de volgende evenementen op het programma:
Mannen
- tot 60 kg
- tot 65 kg
- tot 71 kg
- tot 78 kg
- tot 86 kg
- tot 95 kg
- boven 95 kg

## Mannen
| Klasse      | land | Goud              | land | Zilver                   | land    | Brons                              |
| ----------- | ---- | ----------------- | ---- | ------------------------ | ------- | ---------------------------------- |
| tot 60 kg   | JPN  | Nobuhiro Kanki    | GOS  | Veniamin Mitchourine     | ITA KOR | Davide Albertini Woon Noh Cheung   |
| tot 65 kg   | ESP  | Juan Damian Matos | JPN  | Shinichi Ishizue         | GOS GBR | Akhmed Gazimagomedov Michael Murch |
| tot 71 kg   | GBR  | Simon Jackson     | ESP  | Mario Talavera Rodríguez | CAN JPN | Pier Morten Eiji Miyauchi          |
| tot 78 kg   | FRA  | Joel Gichtenaere  | USA  | Brett Lewis              | JPN ITA | Takio Ushikubo Matteo Ardit        |
| tot 86 kg   | KOR  | Yu Sung An        | JPN  | Yasuhiro Uwano           | TPE FRA | Der Chang Lin Daniel Fourcade      |
| tot 95 kg   | JPN  | Osamu Takagaki    | USA  | Lynn Manning             | GOS GER | Mikhail Yakovlev Klaus Heyer       |
| boven 95 kg | JPN  | Masakazu Saito    | USA  | James Mastro             | ITA     | Franz Gatscher                     |

Atletiek · Bankdrukken · Basketbal · Boogschieten · Boccia · CP-voetbal · Gewichtheffen · Goalball · Judo · Schermen · Schietsport · Tafeltennis · Tennis · Volleybal · Wielersport · Zwemmen
Seoel 1988 ·
Barcelona 1992 ·
Atlanta 1996 ·
Sydney 2000 ·
Athene 2004 ·
Peking 2008 ·
Londen 2012 ·
Rio de Janeiro 2016 ·
Tokio 2020 ·
Parijs 2024 ·
Los Angeles 2028